# Kulturno-povijesna cjelina Sveti Ivan Zelina
Kulturno-povijesna cjelina Sveti Ivan Zelina, građevina u mjestu i gradu Sveti Ivan Zelina, zaštićeno kulturno dobro.

## Opis
Prostor zgrada građen od 14. st. do 19. st. u središtu grada.	

## Zaštita
Pod oznakom Z-3532. st. do 19. st. zaveden je kao nepokretno kulturno dobro – pojedinačno, pravna statusa zaštićena kulturnog dobra, klasificirano kao "sakralna graditeljska baština".